# Persönlichkeiten der deutschen Arbeiterbewegung
Unter dem Namen Persönlichkeiten der deutschen Arbeiterbewegung gab die Deutsche Post der DDR von 1973 bis zum Ende der DDR 1990 eine Briefmarkenserie heraus. Alle Briefmarken haben dieselbe Größe und wurden von Gerhard Stauf entworfen. Die Serie erschien bis auf die Jahre 1978, 1986 und 1988 jährlich. Insgesamt erschienen 56 verschiedene Ausgaben.

## Liste der Ausgaben und Motive
Legende
- Bild: Eine bearbeitete Abbildung der genannten Marke. Das Verhältnis der Größe der Briefmarken zueinander ist in diesem Artikel annähernd maßstabsgerecht dargestellt. Sollten keine Marken abgebildet sein, liegt es daran, dass das Urheberrecht des Künstlers noch nicht erloschen ist.
- Beschreibung: Eine Kurzbeschreibung des Motivs und/oder des Ausgabegrundes. Bei ausgegebenen Serien oder Blocks werden die zusammengehörigen Beschreibungen mit einer Markierung versehen eingerückt.
- Wert: Der Frankaturwert der einzelnen Marke in Pfennig. Ein „+“ bedeutet, dass es sich um eine Zuschlagsmarke handelt (= Frankaturwert + Spende).
- Ausgabedatum: Das Datum des erstmaligen Verkaufs dieser Briefmarke.
- Auflage: Soweit bekannt, wird hier die zum Verkauf angebotene Anzahl dieser Ausgabe angegeben.
- Entwurf: Soweit bekannt, wird hier angegeben, von wem der Entwurf dieser Marke stammt.
- Mi.-Nr.: Diese Briefmarke wird im Michel-Katalog unter der entsprechenden Nummer gelistet.

| Bild | Beschreibung | Wert | Ausgabe- datum     | Auflage    | Entwurf       | Mi.-Nr. |
|      | Persönlichkeiten der deutschen Arbeiterbewegung (I) - Hermann Matern (1893–1971), Partei- und Staatsfunktionär                           | 40   | 13. Juni 1973      | 5.000.000  | Gerhard Stauf | 1855    |
|      | Persönlichkeiten der deutschen Arbeiterbewegung (II) - Edwin Hoernle (1883–1952), Mitbegründer des NKFD                                  | 10   | 8. Januar 1974     | 10.000.000 | Gerhard Stauf | 1907    |
|      | - Etkar André (1894–1936), Mitbegründer des Roten Frontkämpferbundes, NS-Opfer                                                           | 10   | 8. Januar 1974     | 10.000.000 | Gerhard Stauf | 1908    |
|      | - Paul Merker (1894–1969) | 10   | 8. Januar 1974     | 10.000.000 | Gerhard Stauf | 1909    |
|      | - Hermann Duncker (1874–1960) | 10   | 8. Januar 1974     | 10.000.000 | Gerhard Stauf | 1910    |
|      | - Fritz Heckert (1884–1936) | 10   | 8. Januar 1974     | 10.000.000 | Gerhard Stauf | 1911    |
|      | - Otto Grotewohl (1894–1964), erster Ministerpräsident der DDR                                                                           | 10   | 8. Januar 1974     | 10.000.000 | Gerhard Stauf | 1912    |
|      | - Wilhelm Florin (1894–1944) | 10   | 8. Januar 1974     | 10.000.000 | Gerhard Stauf | 1913    |
|      | - Georg Handke (1894–1962), DDR-Außenhandelsminister                                                                                     | 10   | 8. Januar 1974     | 10.000.000 | Gerhard Stauf | 1914    |
|      | - Rudolf Breitscheid (1874–1944) | 10   | 9. Juli 1974       | 10.000.000 | Gerhard Stauf | 1915    |
|      | - Kurt Bürger (1894–1951), Ministerpräsident von Mecklenburg                                                                             | 10   | 9. Juli 1974       | 10.000.000 | Gerhard Stauf | 1916    |
|      | - Carl Moltmann (1884–1960) | 10   | 9. Juli 1974       | 10.000.000 | Gerhard Stauf | 1917    |
|      | Persönlichkeiten der deutschen Arbeiterbewegung (III) - Martha Arendsee (1885–1953), Mitbegründerin des NKFD                             | 10   | 14. Januar 1975    | 8.000.000  | Gerhard Stauf | 2012    |
|      | Persönlichkeiten der deutschen Arbeiterbewegung (IV) - Wilhelm Pieck (1876–1960), erster Präsident der DDR                               | 10   | 30. Dezember 1975  | 12.000.000 | Gerhard Stauf | 2106    |
|      | Persönlichkeiten der deutschen Arbeiterbewegung (V) - Ernst Thälmann (1886–1944), KPD-Vorsitzender, NS-Opfer                             | 10   | 13. Januar 1976    | 12.000.000 | Gerhard Stauf | 2107    |
|      | - Georg Schumann (1886–1945) | 10   | 13. Januar 1976    | 12.000.000 | Gerhard Stauf | 2108    |
|      | - Wilhelm Koenen (1886–1963) | 10   | 13. Januar 1976    | 12.000.000 | Gerhard Stauf | 2109    |
|      | - John Schehr (1896–1934), KPD-Vorsitzender                                                                                              | 10   | 13. Januar 1976    | 12.000.000 | Gerhard Stauf | 2110    |
|      | Persönlichkeiten der deutschen Arbeiterbewegung (VI) - Ernst Meyer (1887–1930), KPD-Vorsitzender                                         | 10   | 18. Oktober 1977   | 12.000.000 | Gerhard Stauf | 2264    |
|      | - August Frölich (1877–1966), Leitender Staatsminister von Thüringen                                                                     | 10   | 18. Oktober 1977   | 12.000.000 | Gerhard Stauf | 2265    |
|      | - Gerhart Eisler (1897–1968) | 10   | 18. Oktober 1977   | 12.000.000 | Gerhard Stauf | 2266    |
|      | Persönlichkeiten der deutschen Arbeiterbewegung (VII) - Philipp Dengel (1888–1948), ZK-Sekretär der KPD                                  | 10   | 11. September 1979 | 12.000.000 | Gerhard Stauf | 2454    |
|      | - Otto Buchwitz (1879–1964) | 10   | 11. September 1979 | 12.000.000 | Gerhard Stauf | 2455    |
|      | - Bernard Koenen (1889–1964) | 10   | 11. September 1979 | 12.000.000 | Gerhard Stauf | 2456    |
|      | - Heinrich Rau (1899–1961), DDR-Außenhandelsminister                                                                                     | 10   | 11. September 1979 | 12.000.000 | Gerhard Stauf | 2457    |
|      | Persönlichkeiten der deutschen Arbeiterbewegung (VIII) - Werner Eggerath (1900–1977), Ministerpräsident von Thüringen                    | 10   | 18. März 1980      | 16.000.000 | Gerhard Stauf | 2500    |
|      | Persönlichkeiten der deutschen Arbeiterbewegung (IX) - Erich Baron (1881–1933)                                                           | 10   | 24. Februar 1981   | 10.000.000 | Gerhard Stauf | 2589    |
|      | - Conrad Blenkle (1901–1943), Mitbegründer der Kommunistischen Jugend Deutschlands, NS-Opfer                                             | 10   | 24. Februar 1981   | 10.000.000 | Gerhard Stauf | 2590    |
|      | - Arthur Ewert (1890–1959) | 10   | 24. Februar 1981   | 10.000.000 | Gerhard Stauf | 2591    |
|      | - Walter Stoecker (1891–1939) | 10   | 24. Februar 1981   | 10.000.000 | Gerhard Stauf | 2592    |
|      | Persönlichkeiten der deutschen Arbeiterbewegung (X) - Max Fechner (1892–1973), DDR-Justizminister                                        | 10   | 23. März 1982      | 6.000.000  | Gerhard Stauf | 2686    |
|      | - Ottomar Geschke (1882–1957), Vorsitzender der VVN                                                                                      | 10   | 23. März 1982      | 6.000.000  | Gerhard Stauf | 2687    |
|      | - Helmut Lehmann (1882–1959), Vorstandsvorsitzender der Volkssolidarität                                                                 | 10   | 23. März 1982      | 6.000.000  | Gerhard Stauf | 2688    |
|      | - Herbert Warnke (1902–1975), FDGB-Vorsitzender                                                                                          | 10   | 23. März 1982      | 6.000.000  | Gerhard Stauf | 2689    |
|      | - Otto Winzer (1902–1975), DDR-Außenminister                                                                                             | 10   | 23. März 1982      | 6.000.000  | Gerhard Stauf | 2690    |
|      | Persönlichkeiten der deutschen Arbeiterbewegung (XI) - Franz Dahlem (1892–1981)                                                          | 10   | 25. Januar 1983    | 6.000.000  | Gerhard Stauf | 2765    |
|      | - Karl Maron (1903–1975), DDR-Innenminister                                                                                              | 10   | 25. Januar 1983    | 6.000.000  | Gerhard Stauf | 2766    |
|      | - Josef Miller (1883–1964) | 10   | 25. Januar 1983    | 6.000.000  | Gerhard Stauf | 2767    |
|      | - Fred Oelßner (1903–1977) | 10   | 25. Januar 1983    | 6.000.000  | Gerhard Stauf | 2768    |
|      | - Siegfried Rädel (1893–1943) | 10   | 25. Januar 1983    | 6.000.000  | Gerhard Stauf | 2769    |
|      | Persönlichkeiten der deutschen Arbeiterbewegung (XII) - Friedrich Ebert (1894–1979), Oberbürgermeister von Ost-Berlin                    | 10   | 24. Januar 1984    | 6.000.000  | Gerhard Stauf | 2849    |
|      | - Fritz Große (1904–1957) | 10   | 24. Januar 1984    | 6.000.000  | Gerhard Stauf | 2850    |
|      | - Albert Norden (1904–1982) | 10   | 24. Januar 1984    | 6.000.000  | Gerhard Stauf | 2851    |
|      | Persönlichkeiten der deutschen Arbeiterbewegung (XIII) - Anton Ackermann (1905–1973)                                                     | 10   | 8. Januar 1985     | 6.000.000  | Gerhard Stauf | 2920    |
|      | - Alfred Kurella (1895–1975) | 10   | 8. Januar 1985     | 6.000.000  | Gerhard Stauf | 2921    |
|      | - Otto Schön (1905–1968) | 10   | 8. Januar 1985     | 6.000.000  | Gerhard Stauf | 2922    |
|      | Persönlichkeiten der deutschen Arbeiterbewegung (XIV) - Fritz Gäbler (1897–1974)                                                         | 10   | 24. März 1987      | 6.000.000  | Gerhard Stauf | 3082    |
|      | - Robert Siewert (1887–1973) | 10   | 24. März 1987      | 6.000.000  | Gerhard Stauf | 3083    |
|      | - Walter Vesper (1897–1978) | 10   | 24. März 1987      | 6.000.000  | Gerhard Stauf | 3084    |
|      | - Clara Zetkin (1857–1933), Frauenrechtlerin, Alterspräsidentin des Reichstages                                                          | 10   | 24. März 1987      | 6.000.000  | Gerhard Stauf | 3085    |
|      | Persönlichkeiten der deutschen Arbeiterbewegung (XV) - Edith Baumann (1909–1973), Exfrau von Erich Honecker                              | 10   | 24. Januar 1989    | 8.000.000  | Gerhard Stauf | 3222    |
|      | - Otto Meier (1889–1962) | 10   | 24. Januar 1989    | 8.000.000  | Gerhard Stauf | 3223    |
|      | - Alfred Oelßner (1879–1962) | 10   | 24. Januar 1989    | 8.000.000  | Gerhard Stauf | 3224    |
|      | - Fritz Selbmann (1899–1975), DDR-Industrieminister                                                                                      | 10   | 24. Januar 1989    | 8.000.000  | Gerhard Stauf | 3225    |
|      | Persönlichkeiten der deutschen Arbeiterbewegung (XVI) - Bruno Leuschner (1910–1965), Vorsitzender der staatlichen Plankommission der DDR | 10   | 16. Januar 1990    | 20.000.000 | Gerhard Stauf | 3300    |
|      | - Erich Weinert (1890–1953), Schriftsteller, Präsident des NKFD                                                                          | 10   | 16. Januar 1990    | 20.000.000 | Gerhard Stauf | 3301    |

Alle Personen waren zum Zeitpunkt der Ausgabe der Briefmarken verstorben. Von wenigen Ausnahmen abgesehen wurde dabei fast allen in der Serie "Persönlichkeiten der deutschen Arbeiterbewegung" gewürdigten Personen ein Ehrengrab in der Gedenkstätte der Sozialisten oder der Gräberanlage Pergolenweg in Berlin zuerkannt, Zetkin und  Heckert sogar eines in der Nekropole an der Kremlmauer in Moskau.